# Nepeta boissieri
Nepeta boissieri là một loài thực vật có hoa trong họ Hoa môi. Loài này được Willk. mô tả khoa học đầu tiên năm 1857.